# Nowoorsk
Nowoorsk (russisch Новоо́рск) ist eine Siedlung (possjolok) in der Oblast Orenburg in Russland mit 11.295 Einwohnern (Stand 14. Oktober 2010).

## Geographie
Der Ort liegt etwa 270 km Luftlinie ostsüdöstlich des Oblastverwaltungszentrums Orenburg und gut 30 km nordöstlich der Großstadt Orsk. Er befindet sich am rechten Ufer des Bolschoi Kumak (Großer Kumak), der bei Orsk von links in den Ural mündet.
Nowoorsk ist Verwaltungszentrum des Rajons Nowoorski sowie Sitz der Landgemeinde (selskoje posselenije) Nowoorski possowet, zu der außerdem die Siedlungen Granitny (10 km nordöstlich) und bei der Bahnstation 216 km (12 km ostnordöstlich) gehören.

## Geschichte
Der Ort entstand 1835–1836 aus Anlass des 100-jährigen Bestehens der Festung Orsk als Kosaken-Staniza und wurde als solche auch als Staniza Nowoorskaja bezeichnet. Der Name, bis Mitte des 20. Jahrhunderts auch in der Schreibweise Nowo-Orsk, steht für „Neu-Orsk“.
1935 wurde Nowoorsk Verwaltungssitz eines Rajons. Im Zusammenhang mit der Errichtung des Wärmekraftwerkes Iriklinskaja GRES bei der heutigen, 40 km nördlich gelegenen Siedlung Energetik ab Juni 1962 erhielt der Ort bereits 1961 Status einer Siedlung städtischen Typs, den er bis 1999 behielt.

### Bevölkerungsentwicklung
| Jahr | Einwohner |
| ---- | --------- |
| 1939 | 3.782     |
| 1959 | 5.210     |
| 1970 | 9.909     |
| 1979 | 9.341     |
| 1989 | 10.411    |
| 2002 | 11.274    |
| 2010 | 11.295    |

Anmerkung: Volkszählungsdaten

## Verkehr
Nowoorsk liegt der auf diesem Abschnitt – nach provisorischer Inbetriebnahme gegen Ende des Ersten Weltkrieges und Zerstörung im Russischen Bürgerkrieg – 1930 endgültig eröffneten und seit 1968 elektrifizierten Eisenbahnstrecke Orsk – Kartaly (– Tscheljabinsk), bei Streckenkilometer 362 km ab Orenburg. Der Bahnhof befindet sich bei einem etwa 4 km südwestlich der Ortsmitte separat gelegenen Ortsteil. Von dort führt eine Güteranschlussstrecke zum Kraftwerk Iriklinskaja GRES.
Durch die Siedlung führt die Regionalstraße 53K-2101, die der Bahnstrecke von Orsk in Richtung der benachbarten Oblast Tscheljabinsk folgt und dort weiter über Kartaly nach Troizk führt. In Nowoorsk zweigen untergeordnete Straßen nach Energetik, in das östlich benachbarte Rajonzentrum Adamowka und in die knapp 40 km westlich gelegene Stadt Gai ab.